# مادلين هاريس
مادلين هاريس (بالإنجليزية: Madeleine Harris)‏ هي ممثلة بريطانية، ولدت في 2001 في المملكة المتحدة.

## أعمال

### أفلام
- (2014) بادنغتون[4][5]

## وصلات خارجية
- مادلين هاريس على موقع IMDb (الإنجليزية)
- مادلين هاريس على موقع ألو سيني (الفرنسية)
- مادلين هاريس على موقع أول موفي (الإنجليزية)
- مادلين هاريس على موقع قاعدة بيانات الأفلام السويدية (السويدية)
- مادلين هاريس على موقع قاعدة بيانات الفيلم (الإنجليزية)